# Urología

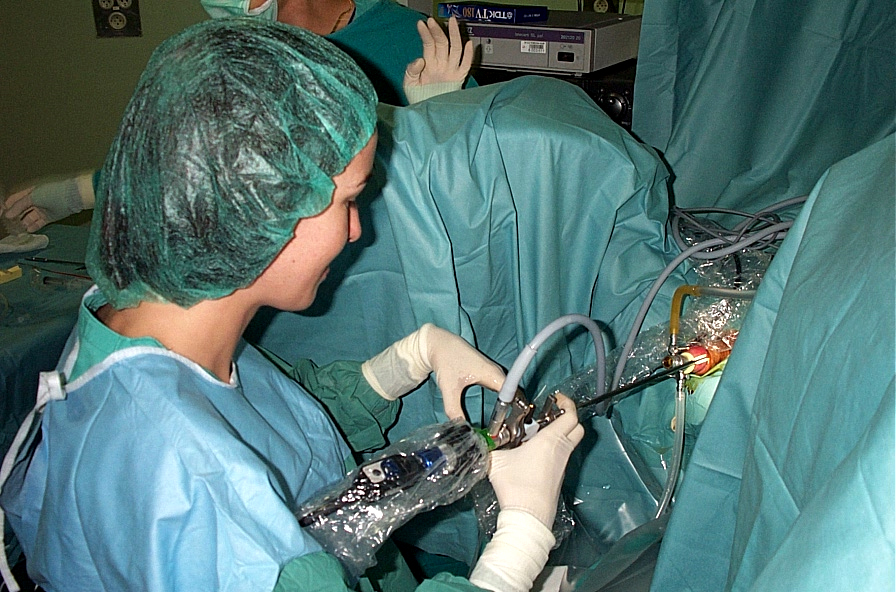
Urología.

La urología es la especialidad médico-quirúrgica que se ocupa del estudio, diagnóstico y tratamiento de las patologías que afectan al aparato urinario, glándulas suprarrenales y retroperitoneo de ambos sexos, y el aparato reproductor masculino.
Los aparatos urinario y reproductor están estrechamente relacionados, y los trastornos de uno suelen afectar al otro. Por ello, una gran parte de las enfermedades que se tratan en urología se engloban en el campo de los trastornos genitourinarios. La urología combina el tratamiento de afecciones médicas (es decir, no quirúrgicas), como las infecciones del tracto urinario y la hiperplasia prostática benigna, con el tratamiento de afecciones quirúrgicas como el cáncer de vejiga o de próstata, los cálculos renales, las anomalías congénitas, las lesiones traumáticas y la incontinencia de esfuerzo.
Las técnicas urológicas incluyen la cirugía mínimamente invasiva asistida por robot y laparoscopia, las cirugías asistidas por láser y otros procedimientos guiados por el alcance. Los urólogos reciben formación en técnicas quirúrgicas abiertas y mínimamente invasivas, empleando la guía ecográfica en tiempo real, equipos endoscópicos de fibra óptica y diversos láseres en el tratamiento de múltiples afecciones benignas y malignas. La urología está estrechamente relacionada (y los urólogos colaboran a menudo con los médicos de) oncología, nefrología, ginecología, andrología, cirugía pediátrica, cirugía colorrectal, gastroenterología y endocrinología.
La urología es una de las especialidades quirúrgicas más competitivas y solicitadas por los médicos, y los nuevos urólogos representan menos del 1,5% de los graduados de las facultades de medicina de Estados Unidos cada año. 
Los urólogos son médicos que se han especializado en este campo tras completar su grado general en medicina. Tras completar con éxito un programa de residencia, muchos urólogos optan por seguir una formación avanzada en una subespecialidad mediante una beca de 12 a 36 meses de duración. Las subespecialidades pueden incluir: cirugía urológica, oncología urológica y cirugía oncológica urológica, endourología y cirugía endourológica, uroginecología y cirugía uroginecológica, cirugía urológica reconstructiva (una forma de cirugía reconstructiva), cirugía urológica mínimamente invasiva, urología pediátrica y cirugía urológica pediátrica (incluida la urología del adolescente, el tratamiento de la pubertad prematura o retrasada, y el tratamiento de síndromes urológicos congénitos, malformaciones y deformaciones), trasplante urología (el campo de la medicina y cirugía de trasplantes relacionado con el trasplante de órganos como riñones, tejido vesical, uréteres y, recientemente, penes), disfunción miccional, paruresis, neurourología y androurología y medicina sexual. Además, algunos urólogos complementan sus becas con un máster (2-3 años) o con un doctorado (4-6 años) en temas relacionados, con el fin de prepararse para empleos académicos y clínicos.

## Historia
Se considera a Francisco Díaz (Alcalá de Henares, 1527-Madrid, 1590) autor del primer tratado de urología, reconocido internacionalmente como “Padre de la Urología universal."[cita requerida]
Su nacimiento se remonta a la segunda mitad del siglo XIX como subespecialidad de la Cirugía general. Esta separación se debió fundamentalmente a tres factores:
1. Creación del cistoscopio (Antonin Jean Desormeux, 1853).
2. Tratamiento especializado de la patología litiásica, hasta entonces en manos de litotomistas.
3. Necesidad asistencial de crear unidades monográficas dentro del campo de la Cirugía General.

## Áreas
La urología incluye distintas subespecialidades.

### Andrología
La andrología es la parte de la urología encargada del estudio, investigación, y exploración de cualquier aspecto relacionado con la función sexual y reproducción masculina.
Los principales problemas de los que se encarga la andrología son los trastornos de erección, otros trastornos sexuales del varón y la infertilidad masculina.
De los aspectos relacionados con enfermedades del aparato genitourinario masculino se encarga la urología.

### Laparoscopia
La laparoscopia urológica o urolaparoscopia es una rama de la urología. Si bien las primeras incursiones en esta técnica se remontan a principios del s. XIX, la laparoscopia urológica no fue ampliamente aceptada por los profesionales del campo hasta fines del s. XX. Un hito para el desarrollo de la disciplina fue la primera nefrectomía laparoscópica, realizada en 1990 por el dr. Ralph Calyman en Norteamérica.
Desde ese entonces, el uso de la urolaparoscoía se ha expandido, al grado de que los procedimientos que se llevaban a cabo con cirugía abierta, ahora casi en su mayoría se pueden realizar por laparoscopia. Su progreso ha sido distinto en los diversos países, pero a la fecha se realiza de manera global. Los procedimientos que con mayor frecuencia se efectúan con esta técnica incluyen: Nefrectomía radical y parcial, Pieloplastía, Linfadenectomía lumboaórtica, Cistectomía y Cistoprostatectomía.

### Oncología urológica
La urología oncológica, oncología urológica o urooncología es la especialidad médica que estudia los tumores benignos y malignos, pero con especial atención a los malignos, esto es, al cáncer, centrada en el aparato reproductor masculino y urinario en ambos sexos.

###### Urólogos Oncólogos reconocidos
1. Hector Ramon Camarena Reynoso
2. Dr. Ildefonso Santos García-Vaquero
3. Dr. Juan Francisco Domínguez Molinero
4. Dr. Carlos M. Escobar Gallardo

### Neurourología
La Neurourología va en conjunto con la Urología Funcional y se hace cargo de la relación entre el sistema nervioso y el sistema genitourinario, así como de anomalías durante la micción. Muchas patologías y lesiones del ámbito neurológico alteran la función del tracto urinario en hombres y mujeres, bien sea porque la vejiga se vacía con mayor o menor frecuencia a la regular o porque lo hace de manera descoordinada.

### Endourología
Son el conjunto de maniobras diagnósticas o terapéuticas, transuretrales o percutáneas, endoscopias o imagenológicas, realizadas en la luz de las vías urinarias. Algunos autores la definen como cirugía «mínimamente invasiva».

### Urología pediátrica o infantil
La urología pediátrica es aquella subespecialidad médica dedicada a estudiar las enfermedades del genital y urinario de los niños y bebés siendo necesario para esto el haber realizado al menos 1 a 2 años más después de una especialización en Cirugía Pediatría o en Urología. En países europeos, los Estados Unidos y así como en algunos de América Latina (México) es ideal tener este tipo de estudio. [cita requerida]

### Urología geriátrica
La urología geriátrica es aquella subespecialidad médica dedicada a estudiar las enfermedades del sistema reproductor de los ancianos.

### Urolitiasis
La urología de la litiasis o urolitiasis es aquella subespecialidad (en algunos países se utiliza mejor el término superespecialidad para referirse a un apartado concreto de una especialidad) que se encarga del estudio, diagnóstico y tratamiento de las enfermedades que se manifiestan con formación de cálculos urinarios (cálculos renales), piedras o concreciones).
Los cálculos pueden formarse en cualquier punto de la vía urinaria, desde las cavidades del riñón a la uretra, conformando lo que se ha llamado "mal de piedra". Las localizaciones más comunes son riñón, uréter y vejiga. La composición más frecuente es el oxalato cálcico.
La urolitiasis constituye uno de los apartados más clásicos de la urología. Los primeros casos conocidos se remontan a las antiguas civilizaciones de Egipto y América precolombina. En excavaciones arqueológicas se han hallado momias con restos litiásicos en riñones y en vejiga. Durante la Edad Media y el Renacimiento los litotomistas (personas con habilidad para extraer cálculos de vejiga o litotomía) difundieron los primeros tratamientos quirúrgicos frente a esta enfermedad.
La cirugía abierta fue la terapia convencional de la urolitiasis hasta llegar a su auge a mediados del siglo XX. En los años 70 de dicho siglo apareció la litotricia extracorpórea por ondas de choque (LEOC), capaz de fragmentar los cálculos sin necesidad de cirugía, aunque no haya resultado eficaz en todos los casos. Por ello se ha ido consolidando el tratamiento de la urolitiasis mediante endourología, con técnicas como la ureterorrenoscopia y la cirugía percutánea, que no han cesado de evolucionar. La aparición de endoscopios flexibles, sistemas digitales de visualización y pincería de gran precisión, así como el empleo de energías neumática, ultrasónica o láser hacen posible la fragmentación y extracción de las concreciones en la mayoría de casos. Pese a estos avances no existe en la actualidad un tratamiento farmacológico eficaz que evite la formación de los cálculos urinarios.

## Instrumentación y dispositivos

### Uretrótomo

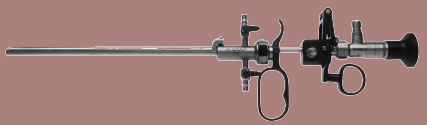
Uretrotomo instrumental quirúrgico

Instrumento usado para realizar la exploración de las vías urinarias bajas.
Usado generalmente para liberar pequeñas obstrucciones (estenosis) en la uretra a través de corte mecánico.
Se compone de vaina o camisa, elemento de trabajo, lente y escalpelo.
Diámetros de trabajo estándar 17.5; 19.5; 20.5; 21 French.
Se usa bajo las siguientes indicaciones:
1. Estenosis de las vías urinarias bajas
2. Terapia de incontinencia

### Resectoscopio

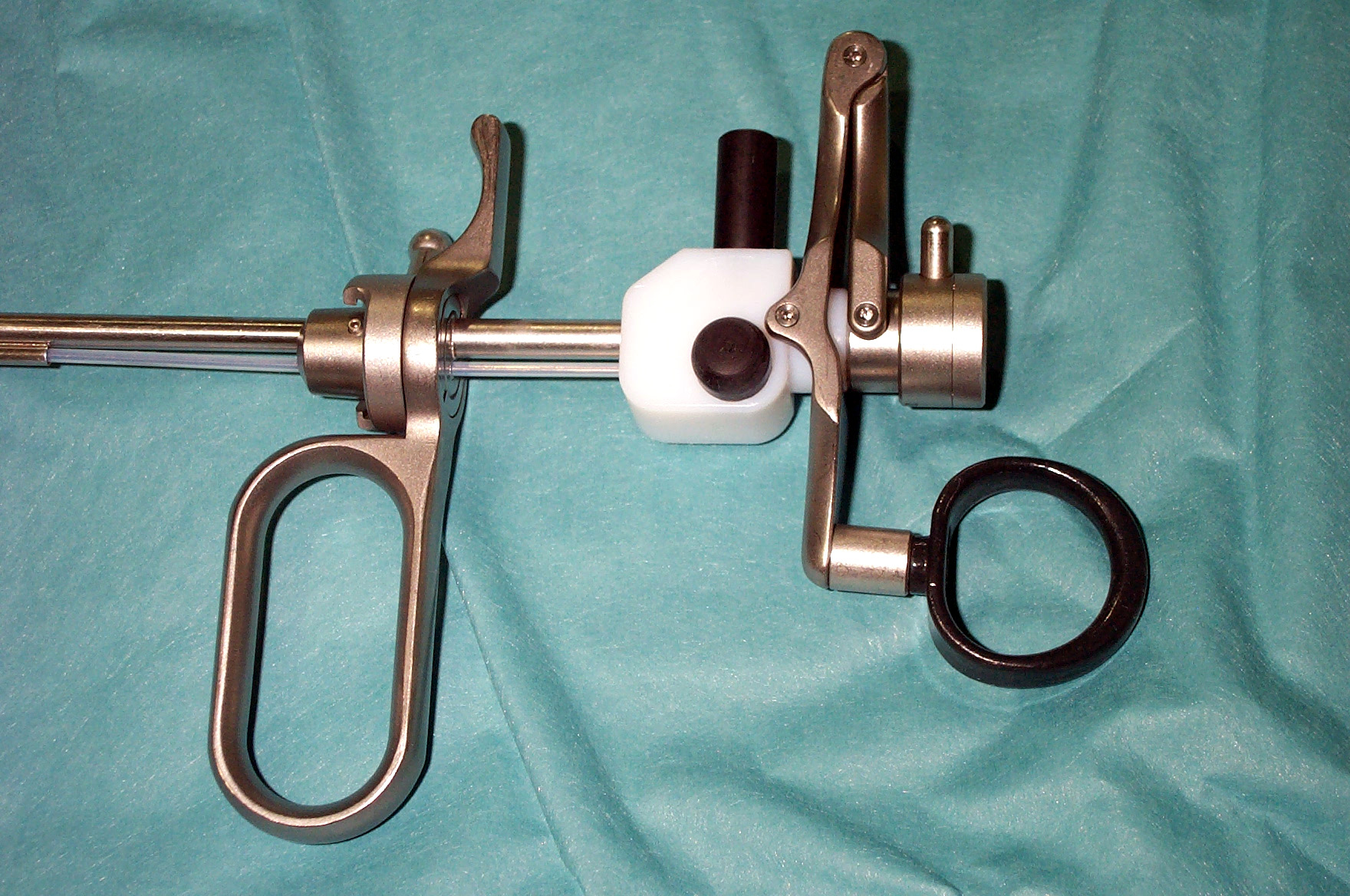
Elemento de trabajo del receptoscopio

Instrumento usado para la resección de tejido.
Se compone de vaina o camisa interna y externa, obturador, elemento de trabajo, lente, cable de alta frecuencia, cámara endoscópica y haza de corte.
Se puede clasificar respecto al tipo de corriente que se aplica, monopolar o bipolar. La técnica monopolar se caracteriza por usar como líquido de irrigación solución de azúcar (manitol, glicina, solución de Purisole o sorbitol) lo cual genera la posibilidad de un síndrome RTU (tiempo quirúrgico limitado a un máximo de 45 minutos). La coagulación es posible aunque exista cierta distancia entre el electrodo y la hemorragia (la corriente eléctrica fluye automáticamente al tejido sangrante).
La técnica bipolar se caracteriza por usar como líquido de irrigación una solución de NaCl (salina) o lactato de Ringer lo cual limita la posibilidad de un síndrome RTU ("ninguna" limitación del tiempo quirúrgico). La coagulación solo posible si existe un contacto directo entre el electrodo y la hemorragia (la corriente solo fluye del electrodo al electrodo opuesto).
Se usa bajo las siguientes indicaciones:
1. Hiperplasia benigna de próstata
2. Carcinoma de vejiga

### Cistoscopio

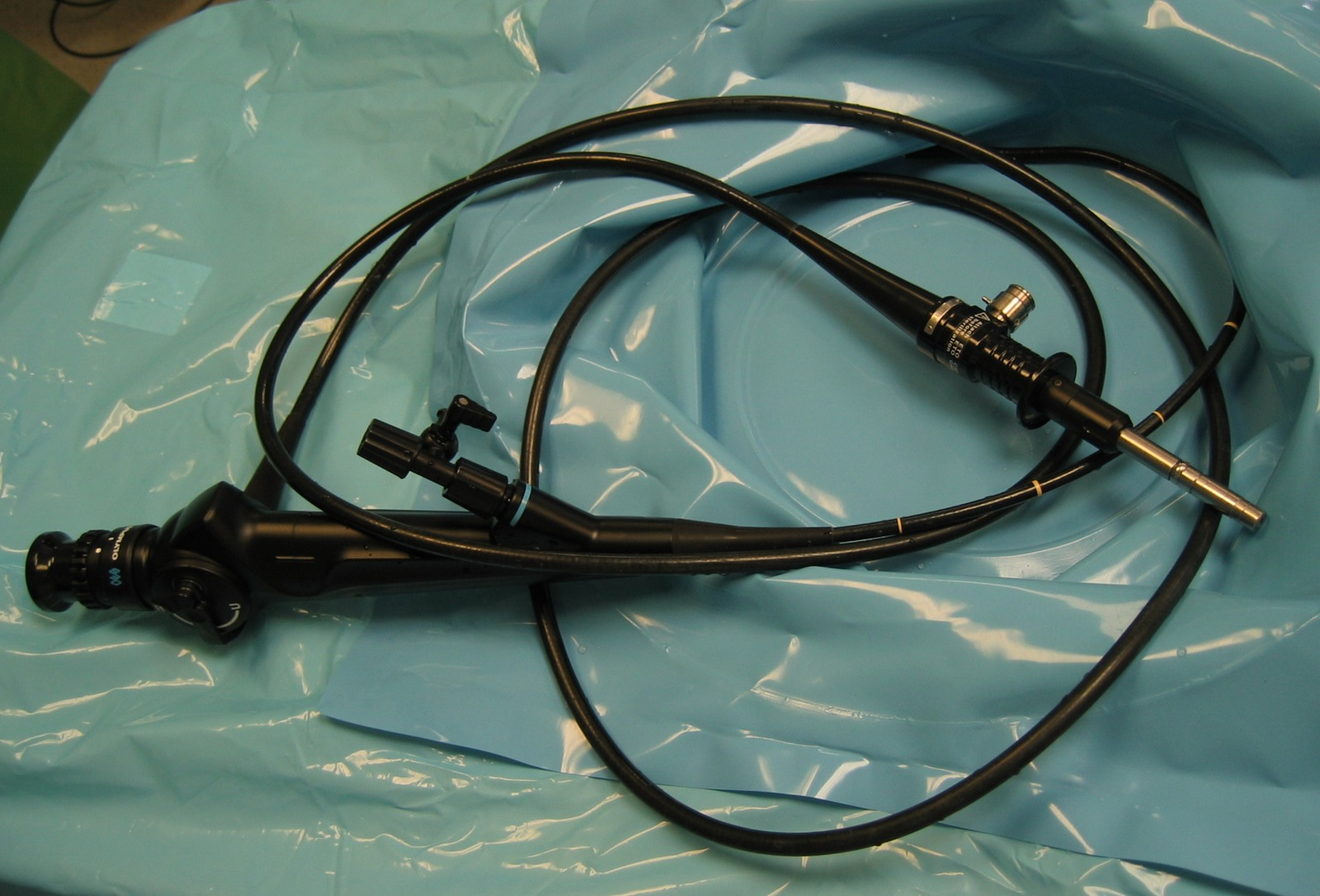
Cistoscopio en ambiente quirúrgico estéril

En el mercado existen los elementos rígidos y flexibles. Un cistoscopio rígido se compone de vaina o camisa, puente de trabajo, obturador, lente.
Diámetros de trabajo estándar 16; 17,5; 19,5; 21; 23 French.
Se usa bajo las siguientes indicaciones:
1. Sospecha de tumores vesicales y biopsia del mismo

### Ureterorenoscopio
Instrumento usado en la ureterorrenoscopia, la cual consiste en inspeccionar el uréter y la pelvis del riñón. El ureterorrenoscopio pasará a través de la uretra, la vejiga, el orificio hacia el uréter y el riñón. 
Al igual que el cistoscopio, en el mercado existen los elementos rígidos y flexibles. Los ureterorrenoscopios flexibles tienen ventajas al ingreso de la cavidad y suelen ser de diámetro menor respecto a los rígidos. El examen se realizará bajo anestesia total o anestesia espinal.
Se usa bajo las siguientes indicaciones:
1. Tumores, biopsia
2. Micro / Macro hematuria (orina en sangre)
3. Piedras en uréter y riñón
4. Colocación de catéter de uréter
5. Estenosis ureterales

### Nefroscopio
Usado para la nefrolitotomía percutánea.
Diámetros de trabajo estándar 15-17 French

## Formación

### Australia
La formación se completa a través del Real Colegio de Cirujanos de Australasia (Royal Australasian College of Surgeons, RACS). El programa requiere seis años de formación a tiempo completo (para quienes comenzaron antes de 2016), o cinco años para quienes comenzaron después de 2016. El programa está acreditado por el Consejo Médico Australiano.

### Estados Unidos
En 2022, había 146 programas de residencia que ofrecían 356 puestos. La urología es uno de los programas de compatibilidad temprana y los resultados se entregan a los solicitantes a principios de febrero (6 semanas antes de la compatibilidad con NRMP). Las solicitudes se aceptan a partir del 1 de septiembre, y algunos programas aceptan solicitudes hasta principios de enero.
Es una especialidad relativamente competitiva, ya que solo el 65,6 % de los adultos mayores de EE. UU. coinciden en el ciclo de coincidencias de 2022. El número de puestos ha aumentado de 278 en 2012 a 356 en 2022. La coincidencia es significativamente más difícil para los IMG y los estudiantes que tienen un año o más de descanso antes de la residencia: las tasas de coincidencia fueron del 27 % y el 55 % respectivamente en 2012.
El ambiente de la escuela de medicina también puede ser un factor. Un estudio realizado en 2012 también mostró, después de un análisis de las tasas de coincidencia de las escuelas entre 2005 y 2009, que 20 escuelas enviaron a más de 15 estudiantes a urología (1 desviación estándar por encima de la mediana), y la Universidad Northwestern envió 44 estudiantes durante esos cinco años.
Después de la residencia en urología, existen siete subespecialidades reconocidas por la AUA (Asociación Americana de Urología):
- Oncología
- Cálculos
- Urología Femenina
- Esterilidad
- Pediatría
- Trasplante (renal)
- Neurourología.[16]

### Etiopía
En Etiopía, en 2001, sólo había cinco urólogos cualificados. Todos formados en el extranjero, en países como India, Tanzania y Hungría. Antes de este capítulo, todos los casos de urología eran manejados por cirujanos generales. La única unidad de urología del país estaba en el Hospital Terciario Tikur Anbessa. Los servicios prestados incluyeron ESWL y endourología. El programa de formación en urología se inició en 2009 con un plan de estudios para cirujanos generales que contaba con un programa de formación de tres años. Hasta 2019, seis urólogos se han graduado por este programa para cirujanos generales. El primer programa de residencia comenzó a aceptar médicos generales en 2010 para un programa de cinco años. Los primeros dos años fueron capacitación en cirugía general, los siguientes tres años fueron un programa de capacitación dedicado a urología, que incluía la misma capacitación de tres años que el plan de estudios de tres años de cirujano general. Comenzó con dos residentes que se graduaron en 2015 con un certificado en la especialidad de urología. Hasta 2019, diecisiete urólogos se han graduado de este programa de residencia de cinco años. Desde el inicio de estos programas en 2009 hasta 2019, se ha formado un total de 23 urólogos en el Hospital Terciario Tikur Anbessa. En 2020, había 26 alumnos en el programa. Todos los urólogos que se graduaron del Hospital Terciario Tikur Anbessa trabajaban en 2020 en diferentes partes del país.

## Revistas y organizaciones
Hay una serie de revistas y publicaciones revisadas por pares sobre urología, incluidas The Journal of Urology, European Urology, African Journal of Urology, British Journal of Urology International, BMC Urology, Indian Journal of Urology, Nature Reviews Urology y Urology.
Existen organizaciones nacionales como la Asociación Estadounidense de Urología (American Urological Association), la Asociación Estadounidense de Urólogos Clínicos (American Association of Clinical Urologists), la Asociación Europea de Urología (European Association of Urology), la Asociación de Práctica de Grandes Grupos de Urología (Large Urology Group Practice Association, LUGPA), y la Sociedad de Investigación Urológica Básica (The Society for Basic Urologic Research). La urología también está incluida bajo los auspicios de la Sociedad Internacional de Continencia (International Continence Society).
Las organizaciones docentes incluyen la Mesa Europea de Urología (European Board of Urology), así como el Instituto de Urología Vattikuti (Vattikuti Urology Institute) en Detroit, que también organiza un Simposio Internacional de Urología Robótica anual dedicado a las nuevas tecnologías. La organización estadounidense sin fines de lucro IVUMed enseña urología en países en desarrollo.

## Urólogos reconocidos
- Joaquín Albarrán y Domínguez (1860-1912)
- Bernard Debré  (1944-2020)
- Hector Ramon Camarena Reynoso (2000-2024)